# Convento de San Pedro Mártir
El convento de San Pedro Mártir situado en Toledo (España), a través de sus sucesivas ampliaciones y modificaciones, llegó a ser uno de los conventos más ricos e importantes de la ciudad. El edificio, de grandes dimensiones, se organiza en torno a tres patios: el más cercano a la entrada se denomina «Real»; el más pequeño es llamado del «Silencio», y el de los «Naranjos» o de las «Procesiones» está situado en el lado de la epístola de la iglesia. 

## Historia y descripción
El convento fue fundado por los dominicos en 1407 con las casas que donó a la orden Guiomar de Meneses, las cuales había heredado de su madre María Coronel. La capilla mayor fue cedida por los predicadores a Guiomar y a su esposo, Alfonso Tenorio de Silva como lugar de enterramiento para la Casa de Silva, cuyo escudo se encuentra en la reja renacentista de la iglesia.

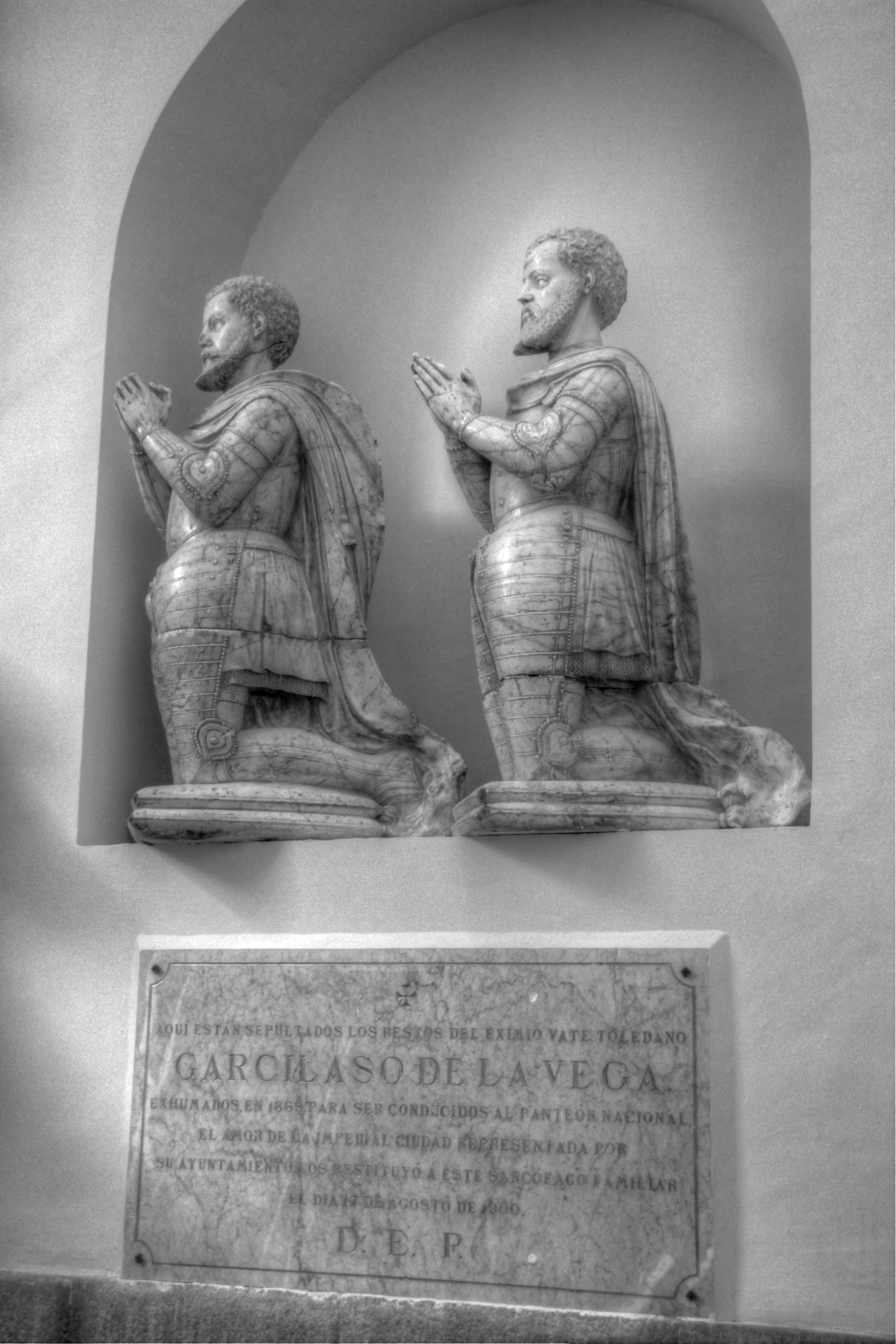
Tumba y esculturas orantes de Garcilaso de la Vega e Íñigo de Guzmán

Otro enterramiento destacado en la iglesia conventual de San Pedro Mártir es el sepulcro del poeta Garcilaso de la Vega, ubicado en la Capilla del Sagrario, propiedad de su familia materna, los señores de Batres, pertenecientes al ilustre linaje de los Guzmán y, por lo tanto, lejanamente emparentados con Santo Domingo de Guzmán, el fundador de la Orden dominica. Garcilaso dispuso en su testamento ser enterrado aquí, pero advirtiendo que «si muriese pasada la mar» le dejasen donde le enterrasen. Sin embargo, su esposa Elena de Zúñiga dispuso el traslado de sus restos a Toledo, a donde llegaron en 1538, dos años después de la muerte del poeta; y en 1555, tras la muerte de su hijo en la Batalla de San Ulpiano contra los franceses, doña Elena encargó simultáneamente las dos estatuas orantes en alabastro de la sepultura de su marido y de su hijo Íñigo de Guzmán. El convento dominico era uno de los más influyentes de la ciudad, donde solo se admitían «muy finos cristianos viejos», y albergaba por aquel entonces a unos sesenta frailes, entre los que es escogían los principales consultores de la Inquisición.
El claustro llamado del «Silencio» es el más antiguo de todos y posiblemente corresponda a una construcción civil que, posteriormente, fue englobada en el conjunto conventual. Consta de tres plantas. La baja con arcos de medio punto que descansan sobre columnas. En la panda norte aparecen arcos apuntados. Columnas y capiteles de mármol, de estupenda factura, apuntan a una procedencia italiana. El segundo piso está formado por arcos rebajados que se apoyan sobre columnas muy semejantes a las inferiores. 

El claustro del «Silencio» contrasta con el «Real», de tamaño mucho mayor, que se comenzó a construir con trazas de Covarrubias, en 1541, por su discípulo Hernán González de Lara. Consta de tres pisos enteramente construidos en piedra. El piso bajo está compuesto por arcos de medio punto que descansan sobre columnas. Los elementos arquitectónicos empleados-espejos de pizarra en las enjutas, balaustres, etc., son los usuales en Covarrubias en otras obras del momento. De estas mismas fechas es la puerta que da acceso al convento desde la calle de San Pedro Mártir, que antiguamente era la entrada principal. El claustro de los «Naranjos», llamado también de las «Procesiones», sufrió una total transformación a mediados del siglo XVIII y ha llegado hasta nosotros con una primera planta de arcos rebajados sobre columnas. 

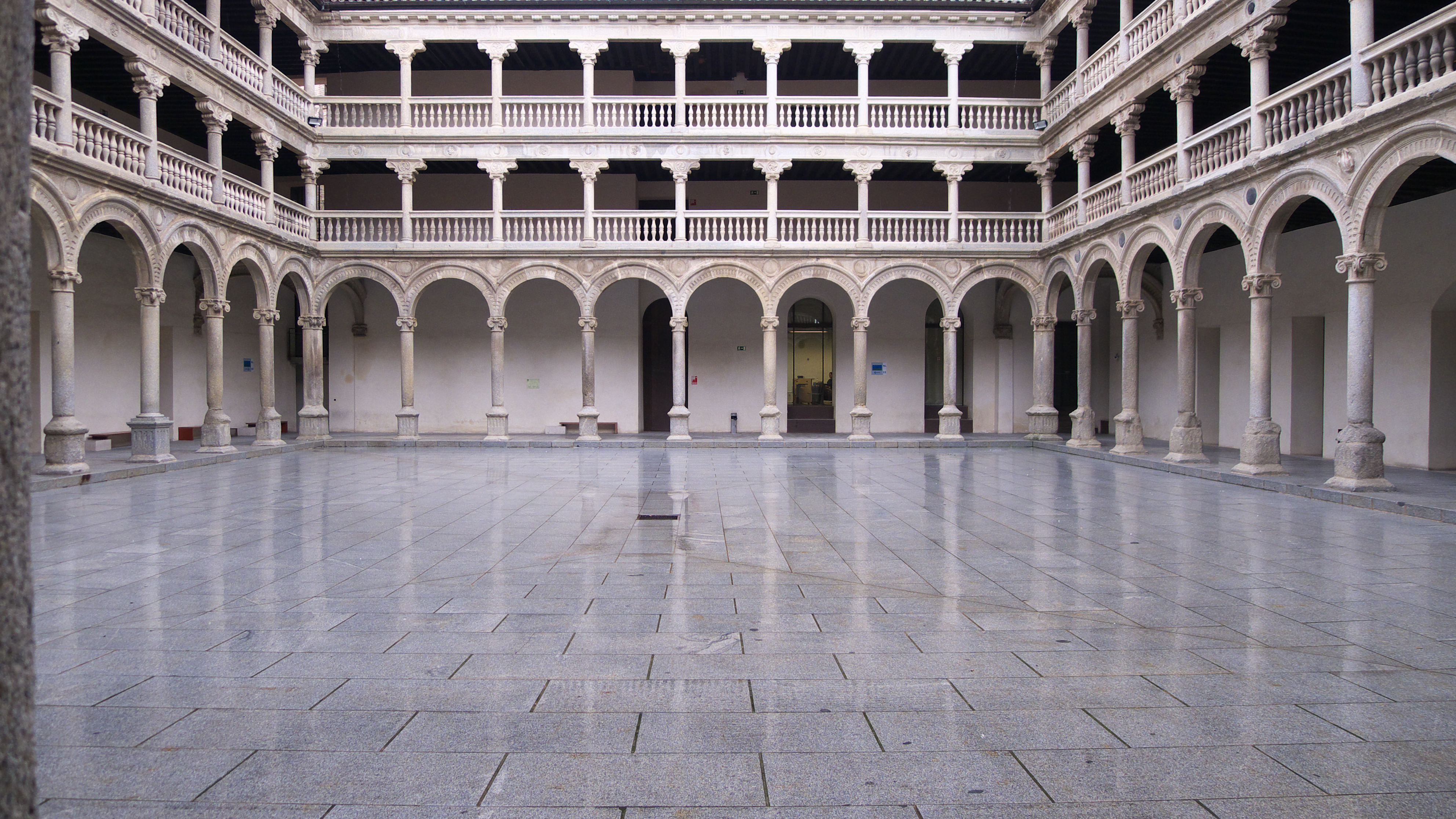
Claustro del antiguo convento

Nicolás de Vergara el Mozo fue el encargado de llevar a cabo las obras de la nueva iglesia y de la sacristía. Ésta comenzó a construirse en 1587 y se compone de dos espacios: El mayor, rectangular, es el que sirve realmente de sacristía, y otro, cuadrado, alberga una pequeña capilla. Los muros de los dos espacios están formados por arcos con hornacinas, con lo cual se logra una mayor unidad entre ambos. Entre los arcos se levantan unas pilastras dóricas con su correspondiente entablamento corrido, que sirve también de elemento de unión entre los dos espacios. El espacio mayor está cubierto con una bóveda esquifada plana, fajeada y con lunetos. El acceso más directo desde la iglesia a la sacristía se realiza por una puerta situada en uno de los extremos del lado mayor. Allí se encuentra la capilla de Santa Inés, cuya arquitectura es gótica, con bóveda de aristas, que contiene varias interesantes sepulturas. Las obras de la iglesia actual comenzaron en 1605 con trazas y condiciones de Nicolás de Vergara el Mozo. Dos años después, muerto Vergara, Juan Bautista Monegro se hizo cargo de los trabajos.
Su planta es de tres naves, con coro en alto y presbiterio plano, con dos capillas laterales. Las naves están separadas por tres arcos con pilastras dóricas que sostienen el entablamento, encima del cual se levanta una bóveda de cañón. Una bella reja de comienzos del siglo XVII separa el presbiterio del crucero. La puerta exterior de la iglesia, obra de Monegro, resalta la magnífica torre mudéjar de la vecina iglesia de San Román. Labrada en piedra, contrasta no sólo con la torre sino también con el muro de mampostería de la iglesia propiamente dicha. El diseño de la portada nos pone de manifiesto la actividad de Monegro como retablista y sus relaciones con la arquitectura herreriana. El tema principal es el arco de triunfo que se desarrolla en su cuerpo inferior. El superior está formado por un pequeño templete, con la escultura del santo titular sobre un basamento corrido. Encima de éste, también se levantan dos pirámides con bola. En la parte alta de la fachada aparecen dos ventanas de traza muy sencilla que sirven para iluminar el zaguán. 
Como curiosidad, en dicho monasterio, ingresó como dominico Fray Juan Bautista Maíno en 1613. Se trata de un reconocido pintor entre cuyas obras se encuentra el Retablo íntegro de este convento, conservado en el Museo del Prado de Madrid (1612-1614), en el que cabe destacar su Adoración de los pastores. También hizo allí unas pinturas al fresco fechables entre 1611 y 1614, "Gloria con ángeles músicos".

## Sede universitaria
Desde 1991 el edificio sirve como sede universitaria de la Facultad de Ciencias Jurídicas y Sociales de Toledo, perteneciente a la Universidad de Castilla-La Mancha. 